# Салаир (национальный парк)
Национальный парк «Салаир» — особо охраняемая природная территория в Алтайском крае. Создан 11 сентября 2020 года в рамках национального проекта «Экология» с целью сохранения природных комплексов таёжных низкогорий Салаирского кряжа с реликтовыми растениями доледникового периода. Входит в состав ассоциации заповедников и национальных парков Алтай-Саянского экорегиона.

## Физико-географические условия
Национальный парк находится на юге Западной Сибири в восточной части Алтайского края вдоль границы с Кемеровской областью, включает в себя часть территории Заринского, Тогульского, Ельцовского и Солтонского районов края — это самая северная часть Алтае-Саянской горной страны на территориях России, Казахстана, Монголии и Китая, которая внесена в список 200 регионов планеты с наибольшим уровнем биологического разнообразия (количества животных и растений).
Территория парка включает в себя 6 кластеров: «Тогул», «Ачигус», «Антроп», «Сары-Чумыш», «Сунгай» и «Чумыш» общей площадью 161 220,8 га.
Рельеф территории — низкогорный западный макросклон кряжа, изрезанный глубокими речными долинами. Горы здесь покрыты черневой тайгой, к которой с запада примыкают полностью трансформированные человеком степные и лесостепные ландшафты. Кластеры «Тогул», «Ачигус», «Антроп» и «Сары-Чумыш» являются труднодоступными во все сезоны, поэтому на них имеются малонарушенные лесные территории, и это практически эталон естественной черневой тайги. 
На территории парка насчитывается около 700 видов сосудистых растений. 29 видов растений, грибов и лишайников занесены в Красную книгу Алтайского края и 9 из них также включены в Красную книгу России. В национальном парке обитает 231 вид позвоночных животных, среди них 44 вида занесены в Красную книгу Алтайского края и 12 видов включены в Красную книгу России.